# Securidaca retusa
Securidaca retusa är en jungfrulinsväxtart som beskrevs av George Bentham. Securidaca retusa ingår i släktet Securidaca och familjen jungfrulinsväxter. Inga underarter finns listade i Catalogue of Life.